# 莱欧德谢
莱欧德谢（法語：Les Hauts-de-Chée，法語發音：[le o də ʃe]，意为“谢河的高地”）是法国默兹省的一个市镇，属于巴勒迪克区。

## 地理
莱欧德谢（48°52'2"N, 5°10'1"E）面积50.17 平方千米，位于法国大東部大區默兹省，该省份为法国西北部内陆省份，北与比利时接壤，西接马恩省和阿登省，南至上马恩省和孚日省，东临默尔特-摩泽尔省。
与莱欧德谢接壤的市镇（或旧市镇、城区）包括：沙尔多涅、巴鲁瓦地区利勒、卢皮堡、朗贝库尔-索迈讷、赖瓦勒、塞尼厄勒、瓦万库尔。

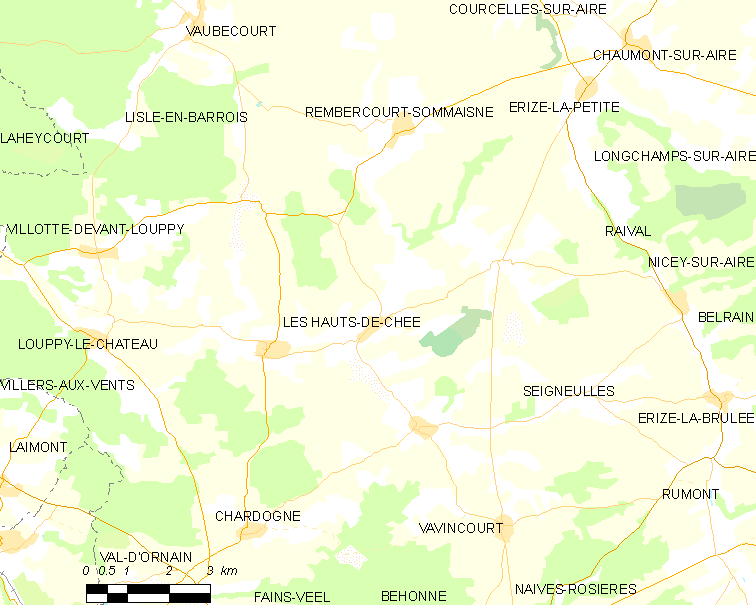
莱欧德谢的OSM定位图

莱欧德谢的时区为UTC+01:00、UTC+02:00（夏令时）。

## 行政
莱欧德谢的邮政编码为55000，INSEE市镇编码为55123。

## 政治
莱欧德谢所属的省级选区为奥尔南河畔勒维尼县。

## 人口

1962-2008年间莱欧德谢人口变化图示

莱欧德谢于2022年1月1日时的人口数量为702人。